# ザ・コメント
ザ・コメント（タイ語: The Comments ทุกความคิดเห็น..มีฆ่า）は、アーイ・サランチャナー・アピーサマイモンコン、 ニュー・ティティプーン・テーシャアパイクン、およびトーイ・パトムポン・ルンジャイディーが主演する2021年放送のタイのテレビシリーズ。
GMMTVによって制作され、フォン・カニタ・クワンユーが監督した。2021年5月19日に発表され、2021年5月23日より6月6日までの毎週土曜日と日曜日の20:30 ICTにGMM25にて放映された。

## 概要
社会問題をテーマにしたティーン向けテレビシリーズ。THAI MEDIA FUNDが主催する「Niw- Kom: Stop Cyberbullying」プロジェクトのもと、あるネットいじめ事件を描いたもので、いじめ問題に対する社会的な関心を高め、最終的にいじめを無くすことを目的として制作された。

## あらすじ
学校で人気があり生徒会長も務めていた高校生のパパン（アーイ）が自殺したことについて、兄のカン（ニュー）と新米教師であるパット（トーイ）がパパンの学校の友人たちへの聞き込みなどからその原因を詳しく調べ始める。SNS中毒で自分がパパンより劣っていると感じているナン（サイシー）、学業成績1位で、平等な学校にするために生徒会長になりたいと思っているトーン（フィルム）、かつてパパンに告白したが酷くフラれた冴えない男子学生ポック（シング）、そしてパパンとカンの母親であるピムパ（フォン）も何か隠している様子で…。一体何がパパンを自殺にまで追い詰めたのだろうか。

## キャストとキャラクター

### 主演
- パパン（Pimpimon Prompaka）役：アーイ・サランチャナー・アピーサマイモンコン
- カン役：ニュー・ティティプーン・テーシャアパイクン
- パット先生役：トーイ・パトムポン・ルンジャイディー

### 助演
- トーン（Theerata Pataraperm）役：フィルム・ラチャーナン・マハーワン
- ナン役：サイシー・アピチヤー・サエチャン
- ポック（Pokpong Komchaiyapruek）役：シング・ハリット・チーワカルン
- ジーナ役：ジェニー・ワッチャラ・スクチュム
- ウィモン先生役：スダー・チューンバーン
- パパンとカンの母親ピムパ役：フォン・タナスントーン
- ウィッタヤ役：ジョーム・スッコン・サシッジュラカ
- ウィッタヤの娘ワンウェウ役：ネーパーン・チットラーノン